# Sumit Walmiki
Sumit Walmiki, född den 20 december 1996 i Sonipat, är en indisk landhockeyspelare.

## Karriär
Sumit Walmiki ingick i det indiska landhockeylag som tog brons vid OS 2020 och vid OS 2024.